# خان ببلو
خان ببلو یک روستا در ایران است که در دهستان ارشق غربی واقع شده‌است. خان ببلو ۶۳ نفر جمعیت دارد.